# Fabiana Barreda
Fabiana Barreda (Buenos Aires, 27 de julio de 1967) es una fotógrafa, performer, instalacionista y artista multimedia argentina. Su obra se especializa en el cuerpo, el deseo y políticas de género.

## Biografía y formación
Es hija de la crítica de arte Rosa Faccaro y del arqueólogo Luis Federico Barreda Murillo y madre de Vladimir Zantleifer Barreda. 
Estudió Psicología en la Universidad de Buenos Aires, lugar en el que dirige la Galería de Arte de la Facultad de Psicología donde visibiliza el trabajo de jóvenes artistas. Al finalizar sus estudios dedicó su búsqueda hacia el área artística y se formó en psicoanálisis, filosofía e historia del arte. Desde 1985 obtiene formación en psicoanálisis lacaniano con la Escuela de Orientación Lacaniana - EOL con la que desarrolló proyectos de arte y psicoanálisis, en la que tuvo como docentes a Ernesto Sinatra y Germán García. En filosofía, estudió la línea del posestructuralismo francés con Edgardo Chiban en la Escuela de Filosofía de Tomás Abraham. En 1994 participó del Congreso Nuevos Paradigmas, Cultura y Subjetividad a través de una beca otorgada por la Fundación Interfas, que tuvo como principales ponentes a Félix Guattari, Edgar Morin, Ilya Prigogine, Mony Elkaim, Ernst von Glasersfeld, Evelyn Fox Keller, José Jiménez, Sara Cobb, Mark Wigley, Dora Fried Schnitman. En 1996 obtuvo una beca de la Fundación Antorchas para participar en el Taller de Barracas. Estudió arte contemporáneo con Mónica Girón.  

## Carrera artística
Desde sus inicios el tema del deseo se perfiló como una de sus inquietudes artísticas para lo cual abordó su obra utilizando las paradojas como procedimiento para la creación. Ha participado en exposiciones individuales y colectivas, tanto en Argentina como en el exterior desde 1992. En el año 1996 realizó su primera muestra individual. A partir de allí realiza una serie de performances y videos construyendo proyectos interdisciplinarios entre arte y ciencia. La videoinstalación es un soporte recurrente en el trabajo de la artista.
En la primera muestra, "Aura", llevada a cabo en 1996 en el Centro Cultural Recoleta, la artista crea una serie de fotoperformances, autorretratos eróticos y místicos. Con estas piezas aborda la unión del cuerpo y la tecnología a través de fotos iluminadas en backlight, creando una instalación lumínica en un sitio sagrado como lo fue el histórico Convento de los Recoletos.
Desde 1998, Barreda abordó en su obra el tema del hogar. Desarrolló conceptualmente la casa como estructura simbólica de diversos aspectos del ser humano, sus relaciones, sus afectos y su cultura, utilizando diversas materialidades como el acrílico translúcido, cajas de luz, fotografía e incorporando nuevos soportes tecnológicos con el devenir del tiempo. En 2001 expone Proyecto Hábitat: reciclables en la Universidad de Nueva York, curada por Julio Sánchez. La muestra Caminata lunar estuvo compuesta por dos series Arquitectura del Deseo y Arquitectura Cósmica, incluyendo cinco video instalaciones, siete objetos estructurados con luz led y un total de 21 foto-performances, abordando la intemperie a la que se expone el hombre moderno frente el artificio de la civilización y su vínculo con una búsqueda espiritual.
Dentro del desarrollo de su obra artística, realiza un constante cruce entre la tecnología y otras disciplinas como la arquitectura, la psicología, la sociología y la biopolítica. En ese sentido, en 2001 marcada por la crisis global luego de la caída de las Torres Gemelas y la crisis económica argentina, desarrolla la serie "Arquitectura de Azúcar" narrando la fragilidad social e histórica a través de la construcción de íconos edilicios nacionales con el uso de azúcar como materia prima. Es exhibida y obtiene la Tercera Mención del Premio Banco Nación en la que fueron jurados y curada por Jorge López Anaya, Marcelo Pacheco, Fernando Farina, Laura Buccellato y Clorindo Testa, junto a los especialistas reconocidos Dan Cameron del New Museum, norteamericano y Aracy Amaral, brasileña.
La instalación multimedia Proyecto Hábitat Arquitectura de Azúcar Casa Rosada - Una casa para la Casa Rosada, cuenta con una serie backlights donde la Casa Rosada es atacada por godzillas como las Torres Gemelas. En el centro, una Casa Rosada de azúcar bajo una cúpula de acrílico se sostiene como un deseo de persistencia frente a cualquier adversidad. La fuerza ideológica da consistencia a ese emblema de nación hecho de azúcar. Una casa a escala humana de color rosa, simbolizando la Casa de Gobierno, alberga en su interior la maqueta de azúcar, las fotografías en pantallas, otorgando desde el arte una mirada positiva sobre un momento extremo. Se reconstruye cada vez que es instalada como metáfora de la Argentina y del mundo, donde el sujeto todos los días se levanta y vuelve a reconstruir su proyecto de vida y de nación. La exhibición anticipa y coincide con el momento del corralito en diciembre de 2001. Esta pieza como símbolo de ese momento histórico, forma parte del pratimonio del Museo de Arte Moderno de Buenos Aires - MAMBA.
Participa en la exposición "El Final del Eclipse" en 2001, con Proyecto Hábitat: reciclables, llevada a cabo en la Fundación Telefónica de Madrid con la curaduría de José Jiménez, muestra que itinera en Latinoamérica y Europa. Es una tesis sobre el arte conceptual latinoamericano, en la cual la instalación de Barreda, reflexiona sobre los procesos sociales y políticos en Latinoamérica, desde una perspectiva crítica, reconstructiva y poética. La obra es relatada con siete backlights de gran formato. Dialoga con otros artistas de la muestra tales como Liliana Porter, Cildo Meireles, Jorge Macchi, Pablo Reinoso, Augusto Zanela, José Damasceno, Eduardo Kac, Ernesto Neto, Rosãngela Rennó, Tunga, Adriana Varejão, Alfredo Jaar, María Fernanda Cardoso, Nadín Ospina, Carlos Garaicoa, Ernesto Leal, Marta María Pérez Bravo, Gustavo Artigas, Abraham Cruzvillegas, Yolanda Gutiérrez, César Martínez, Pablo Vargas Lugo, Luis Camnitzer, Ignacio Iturria y Meyer Vaisman.
Presenta Proyecto Hábitat en la Bienal de La Habana en 2001, con el concepto Estación Inteligente, arquitectura inteligente y domótica, a través de varios soportes, como la instalación fotográfica de subterráneos y aeropuertos en distintas metrópolis globales y sus metáforas sociales y tecnológicas. Desde el subterráneo de Buenos Aires y su transformación urbana ideológica hasta la estación inteligente de París del subterráneo, automatizada con sus cámaras de seguridad, tren sin conductor y video instalación in situ. Desarrolla la obra desde la perspectiva teórica de Marc Auge, Walter Benjamin, Michel Foucault, Jacques Lacan Jacques Derrida. Allí también participan artistas como Oscar Bony, León Ferrari, Annette Messager, Leandro Erlich, Judi Werthein, Gustavo Romano, Liliana Porter, Juan Carlos Romero, Graciela Sacco, Grupo Escombros, Jorge Macchi y Miguel Ángel Ríos.   
En 2002 presenta las obras Arquitectura de Agua, Arquitectura de Arena y Arquitectura de Luz en el marco de la muestra "Sueños de agua. Casas de arena", que consistía en instalaciones ecológicas sobre la arquitectura como metáfora de regeneración subjetiva y social desde la naturaleza. Fotos de castillos, espuma de mar y huevos de caracoles, el cabildo bajo el agua con pasto creciendo en su interior.
Con Proyecto Hábitat: Utopía y Deconstrucción en Fundación Telefónica (Telefónica) con curaduría de Corinne Abadi en 2004, trabaja con la casa y los territorios ocupados desde la imagen. En la muestra multimedia desarrolla la serie Arquitectura del Deseo, modulor emocional de fotoperformances donde la artista escribe sobre el cuerpo, presenta una tesis de arquitectura desde Xul Solar y Gordon Matta Clark hasta Amancio Williams con su obra la Casa del Puente. Maquetas de acrílico con emblemas de la arquitectura nacional como el Cabildo de Buenos Aires en cruce con el movimiento madí, integran las piezas de la muestra. Presenta en 2007, Proyecto Habitat: Utopía y Deconstrucción en el marco de la Bienal del Fin del Mundo en Ushuaia (Tierra del Fuego, Argentina), encuentro artístico de carácter internacional. La obra consistió en una instalación multimedia con videoproyecciones y maquetas de acrílico con pantallas plasma a escala, abordando la arquitectura latinoamericana. La obra incluyó un homenaje a la Casa Curuchet de Le Corbusier, en una maqueta de acrílico con reproductores de DVD portátiles, junto a videoproyecciones. En ella desarrolla las relaciones entre cuerpo arquitectura y feminismo a través de un homenaje a La casa de cristal de la arquitecta italiana Lina Bo Bardi.
Con varias de las maquetas y videoinstalaciones que conforman Proyecto Hábitat: Utopía, participa junto a otros artistas de la muestra "Realidad utópica" en la Embajada de Corea del Sur en 2011.  A lo largo de su trayectoria artística, el tema del misticismo a través de la figura del guerrero y de las artes marciales es una constante. En ese mismo año presenta "Argentina Skateland y el Tatuaje de Eros" donde desarrolla una serie de fotoperformances y video instalaciones donde el tatuaje y el dibujo están sobre el cuerpo de dos protagonistas: un guerrero espiritual skater que se enamora de la mujer alegórica de la pirámide de mayo, esgrimista y florece la Casa Rosada, junto a una serie de fotoperformances eróticas de cuerpo y ecología. Con el apoyo de la Embajada de Japón, en 2012 participa en "Satori", una exposición de arte y tecnología sobre cultura japonesa en el Jardín Japonés, en homenaje a Shei Shonagon, Murasaki Shikibu Bushido, Matsuo Basho, Dàodé Jīng, Peter Greenaway y texto de Amalia Sato editora de la Revista Tokonoma y basada en la práctica de kung fu, iado y kendo. Allí presenta una tradicional katana tallada con un haiku de su autoría, una videoinstalación y digital art.  Participa en la exposición "Philosophy of Knifes" en Buenos Aires Photo, BAPHOTO, con una instalación de cuchillos de lanzamiento y fotografía transmutando las prácticas marciales en técnicas de curación subjetivas y espirituales a través de performances y fotografías.
El Museo MAR en la ciudad de Mar del Plata, fue el escenario de la exposición "Horizontes de Deseo" en el año 2014, curada por Rodrigo Alonso con la obra Hogar Modulor, Mi hogar son las líneas de mi mano, casita flúo junto a fotografías, fotoperformance y maquetas con videoinstalaciones en su interior. Casita flúo es una maqueta de acrílico reciclable, al que la artista denomina objeto arquitectónico terapéutico lúdico, que forma parte de una performance donde el espectador la sostiene sobre su mano. Forma parte de su trabajo constante con el elemento casa y que ha compartido con diversos artistas, como por ejemplo Martin Churba en el Museo Nacional de Arte Decorativo de Buenos Aires.
En 2015 participó con Cuerpo Sonoro - Alfabeto Reactable en el Festival Sónar en el marco de la muestra de Espacio Pla, llevado a cabo en la Usina del Arte. Allí presenta una instalación con la app Cuerpo Sonoro para IPad Apple
Los cruces entre la ecología y la tecnología, también son territorios explorados por la artista. En 2015 participa de la muestra  "Volátil felicidad" curada por Rodrigo Alonso en el Museo Parque de la Memoria, donde retoma la serie de 1999, Proyecto Hábitat: Reciclables, una serie de fotoperformances donde la autora aparece dentro de un traje elaborado con empaques de alimentos, que confeccionó durante la crisis económica del 2001 y con el que realiza una serie de acciones urbanas en la que representa a un personaje nómade que circula por los supermercados denominados "Circuito del Consumo", "Circuito de la Basura" y "Circuitos Urbanos" en barrios simbólicos como Constitución y La Boca como designación ecológica. En 2016 expone junto a Martín Bonadeo, Augusto Zanela y Gonzalo Lauda, llamados Grupo Fractal, el Proyecto Ecológico en el parque tecnológico nacional, Tecnópolis, como parte de las actividades del Ministerio de Ambiente y Desarrollo Sostenible de la Nación Argentina. La obra consistió en cuatro domos representando los cuatro elementos de la naturaleza, que se visualizaban desde Google Earth por su instalación lumínica señalando la intención del arte de proteger el medio ambiente.
La artista explora la interactividad en las redes sociales y su implementación en el mundo del arte. En el 2019 luego de ganar una Beca para la Creación del Fondo Nacional de las Artes para el desarrollo del proyecto Transmodernismo, desarrolla piezas en tecnología lenticular, objetos 3D, videos y filtros para Instagram y Facebook, junto a un prototipo de app de realidad aumentada con interactividad con el usuario, UX. Desarrolla un avatar digital de sí misma para crear un espacio de existencia digital biopolítica. Con este proyecto, Barreda busca abordar las relaciones entre cuerpo, arquitectura, sociedad y tecnología. Desarrolla un avatar de sí misma digital para crear un espacio de existencia digital bioipolitic.
En cuanto a patrimonio y adquisiciones, está representada en las colecciones del Museo de Arte Latinoamericano de Buenos Aires, MALBA con la obra Módulo Hogar, mi hogar son las líneas de mi mano (2004) que pertenece a Proyecto Hábitat, Museo de Arte Moderno de Buenos Aires, de la Fundación Arte BA, de la New York University y del Museo Castagnino de Rosario. Forma parte de la colección del Ministerio de Educación de la Nación Argentina con la pieza artística Conocimiento, Hypatia Biblioteca del Maestro (2017), cuyo nombre referencia a la matemática y filósofa griega Hipatia, a manera de homenaje, incluyendo a destacados autores como Pizarnik, Foucault, Spinoza. Con esta pieza que fue expuesta en La Noche de los Museos, reflexionó sobre la importancia de la preservación del acervo cultural a través de la técnica del video mapping.

## Premios y reconocimientos
La artista ha recibido las siguientes distinciones:
- Mención por Objeto. Bienal Arte Joven de Buenos Aires (1993)

- Premio al Fotógrafo del Año de la Asociación Argentina de Críticos de Arte (1999).

- Premio Leonardo al Fotógrafo del año otorgado por el Museo de Bellas Artes de Buenos Aires (2000)

- Segundo Premio Fotografía en el Premio Fundación Klemm, Argentina (2000)
- Mención en el Salón de Creatividad del Fondo Nacional de las Artes, Argentina (2000)
- Mención Honorífica del Premio Banco Nación, Argentina (2001)
- Segundo Premio Salón de Fotografía del Museo Castagnino, Argentina (2001)
- Adquisición de Proyecto Hábitat - Arquitectura de azúcar: Casita de Tucumán de azúcar. Museo Castagnino de Rosario + Macro. 2001
- Diploma al Mérito en Artes Visuales-Instalación otorgado por la Fundación Konex, Argentina (2002)[46]
- Selección en la VII Bienal de La Habana, Cuba (2000)
- Selección en la Bienal de Arquitectura de Róterdam, Holanda (2003)
- Tercera Mención del Salón Nacional de Fotografía. Buenos Aires, Argentina (2007)
- Premio Chandon Buenos Aires Photo. Buenos Aires, Argentina (2007)
- Tercer Premio Nuevos Soportes e Instalaciones. Salón Nacional. Palais de Glace. Buenos Aires, Argentina (2008)[47]
- Premio Mujer Creativa Citi + Universidad de Palermo. Buenos Aires, Argentina (2015)[48]
- Selección Premio Nuevas Instalaciones y Medios Alternativos por Cuerpo Sonoro - Alfabeto Reactable, aplicación para soporte Ipad (Apple) y sistema electrónico creado por la Universidad Pompeu Fabra. Salón Nacional. Palais de Glace (2015)[49]
- Premio Adquisición de Artes Visuales 8M 2022. Palacio Nacional de las Artes, Palais de Glace. Buenos Aires, Argentina (2022)[50]

### Becas
- Beca de Fundación Antorchas para participar en el Taller de Barracas. Buenos Aires, Argentina (1996)

- Beca Salzburg Seminar del Schloss Leopolskrom, Austria (1999)
- Beca del Fondo Nacional de las Artes, Buenos Aires, Argentina.  (2001)
- Beca subsidio a la Creación de la Fundación Antorchas, Buenos Aires Argentina (2002)[8]
- Beca a la creación del Fondo Nacional de las Artes para la obra Proyecto Hábitat Transmodernismo. Buenos Aires, Argentina (2019)[51]
- Beca a la creación del Fondo Metropolitano de las Artes. Buenos Aires, Argentina (2021)
- Beca a la creación del Fondo Nacional de las Artes. Buenos Aires, Argentina (2022)
- Beca Arte Continuo. Programa de Arte, Ciencia y Tecnología. Fundación Williams, Fundación Bunge & Born y Fundación Andreani. Buenos Aires, Argentina(2023).[52][53]

### Colecciones
Las obras de Fabiana Barreda forman parte de las siguientes colecciones patrimoniales:
- Palacio Nacional de las Artes. Palais de Glace. Buenos Aires, Argentina. 2022[50]
- Cleveland Museum of Art. Cleveland, Estados Unidos. 2019[54]
- Museo de Arte Moderno de Buenos Aires, Mamba. Buenos Aires, Argentina. (s/f)[55]
- Museo Castagnino+Macro. Rosario, Argentina. (s/f)[56]
- Museo de Arte Latinoamericano de Buenos Aires, Malba. Buenos Aires, Argentina. 2009.[57]

### Jurado
Ha formado parte de los siguientes jurados:
- Mecenazgo Cultural. Artes visuales. Buenos Aires, Argentina. 2019
- Mecenazgo Cultural. Artes visuales. Buenos Aires, Argentina. 2020[58]

### Curadora
Su camino en la curaduría inicia en 1987. Desde 2010 se desempeña como curadora de la galería del Centro Cultural Ricardo Rojas, UBA, donde desarrolla exposiciones sobre neo-feminismo y tecnología, entre las que destacan "Cuerpo Expandido Deconstrucción", "Cuerpo Extremo Sensilibidad Digital" entre muchas otras.
En 2016 realiza la curaduría de "Cuerpo & Deseo", una muestra colectiva de la galería Arte x Arte Fundación Alfonso y Luz Castillo, en la que se exhibieron 100 obras de 65 artistas en torno a las potencialidades del cuerpo como sujeto político-erótico y su vinculación con la tecnología. La muestra incluyó obras de reconocidos fotógrafos nacionales e internacionales, tales como Nan Goldin, Humberto Rivas, Cindy Sherman, Mariano Sardón, Sofía López Mañán y Marcos López, Erwin Olaf, Robert Mapplethorpe, Shen Wei, Janine Antoni.
Además en 2018 junto a Joseph Kugielsky y Matias Roth, realiza la curaduría de la exposición colectiva Infinito en el Museo Judío de Buenos Aires, en la que participan artistas como Liliana Porter, Joseph Kosuth, Luis Benedit, Mildred Burton, Luis Felipe Noé, Pedro Roth y Graciela Sacco.

## Actividad académica
Su carrera docente ha incluido las materias Psicología del Arte en la Universidad Nacional de Tres de Febrero y de Arte Contemporáneo en el Instituto Universitario de Arte y Biodiseño en la Maestría de Diseño Interactivo en la Facultad de Diseño y Urbanismo de la Universidad de Buenos Aires, FADU. Dictó seminarios en las carreras de Diseño de Indumentaria, Psicología y Arquitectura de la Universidad de Buenos Aires así como  conferencias entre las cuales se destacó un encuentro cara a cara en el marco de la exposición Robert Mapplethorpe, Eros and Order, el curso de formación "Infraleves: la fotografía desde Duchamp a Gabriel Orozco" y la mesa redonda "Cartografía de nuestra fotografía" (2010), que se llevaron a cabo en el Museo de Arte Latinoamericano, MALBA.

## Publicaciones
En 1998 edita el libro La Ciudad Subterránea, ensayo fotográfico con textos de Marc Augé, Clorindo Testa, Marcelo Pacheco y Jorge López Anaya con la presentación de Inés Katzenstein. De ese proyecto editorial surge una publicación alternativa titulada Manifiesto Proyecto Hábitat que realiza en 2001 que forma parte del universo de su obra homónima. En 2018 integra parte del catálogo artístico del Ministerio de Educación de la Nación de la República Argentina. Participó en 2019 de la exhibición "Artists’ Books from Latin America, Printed Matter" que tuvo lugar en el Museo de Arte Moderno de Nueva York - MoMa, iniciativa que tiene el propósito de visibilizar el trabajo del "libro de artista" como entidad de obra.